# San Venanzo
San Venanzo är en ort och kommun i provinsen Terni i regionen Umbrien i Italien. Kommunen hade 2 198 invånare (2018).